# Билк
Билк (рум. Bâlc) — село у повіті Біхор в Румунії. Входить до складу комуни Кріштіору-де-Жос.
Село розташоване на відстані 349 км на північний захід від Бухареста, 90 км на південний схід від Ораді, 87 км на південний захід від Клуж-Напоки, 127 км на північний схід від Тімішоари.

## Населення
За даними перепису населення 2002 року у селі проживали 17 осіб, усі — румуни. Усі жителі села рідною мовою назвали румунську.